# Chiesa di San Pietro Apostolo (Gravellona Toce)
La chiesa di San Pietro Apostolo è la parrocchiale di Gravellona Toce, in provincia del Verbano-Cusio-Ossola e diocesi di Novara; fa parte dell'unità pastorale di Gravellona Toce.

## Storia
L'originario luogo di culto gravellonese dedicato a San Pietro sorse nel XII secolo.
La nuova parrocchiale fu costruita nel Seicento e poi consacrata il 17 agosto del 1696 dal vescovo di Novara Giovanni Battista Visconti.
La facciata venne ultimata appena nel 1862 su disegno dell'architetto Pompeo Azari e tre anni dopo si procedette alla realizzazione della torre campanaria.
Nel 1970, in ossequio alle norme postconciliari, la chiesa fu dotata dell'ambone e della sedia del celebrante, mentre l'altare rivolto verso l'assemblea venne aggiunto nel 2009; nel 2016 si provvide a restauro il campanile.

## Descrizione

### Esterno
La facciata a salienti della chiesa, rivolta a occidente, è suddivisa verticalmente in tre parti, scandite da lesene; quella principale, più alta, presenta centralmente il portale maggiore e sopra una finestra semicircolare ed è coronata dal frontone, mentre le due ali laterali sono caratterizzate dagli ingressi secondari architravati e da nicchie con statue.

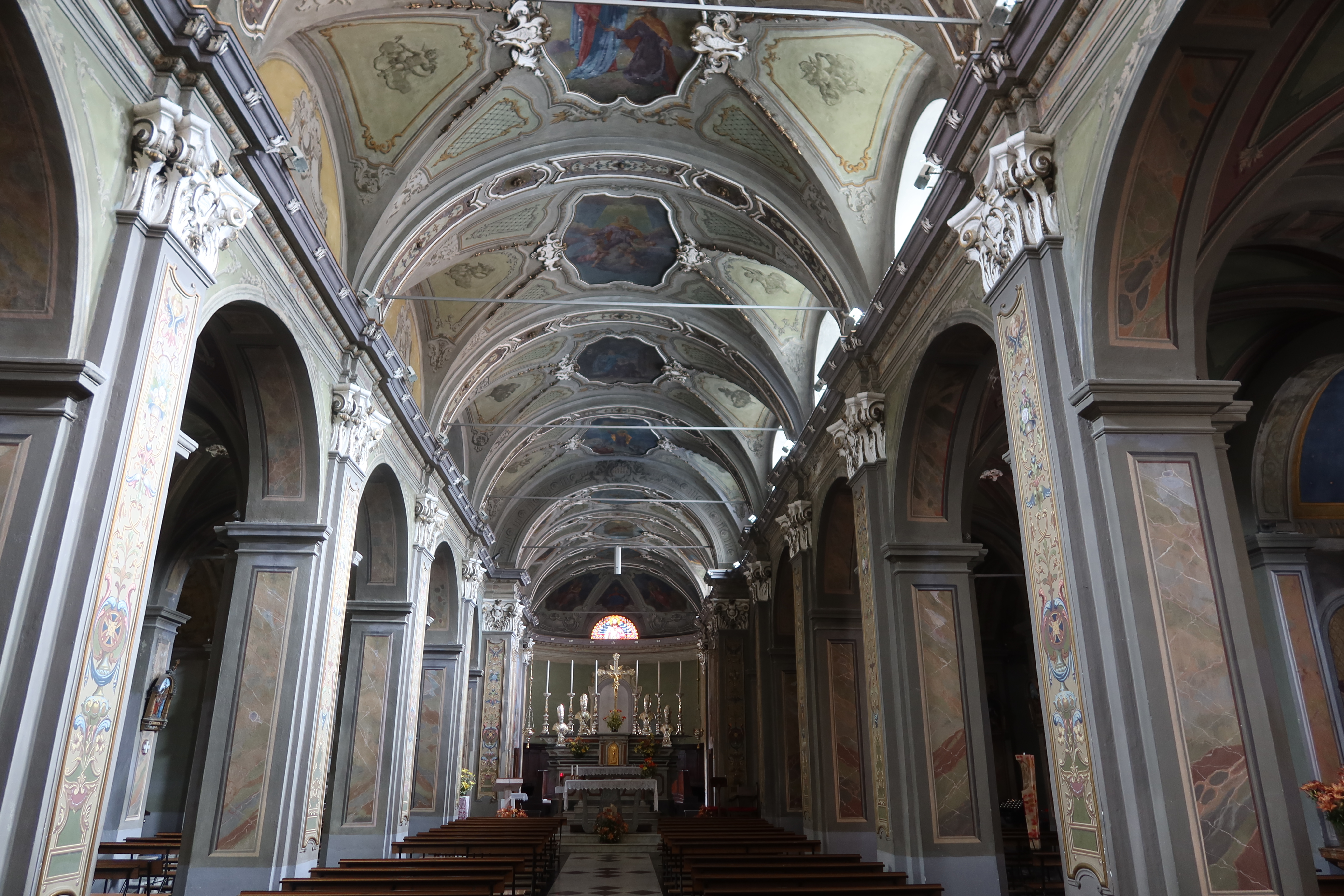
L'interno

Annesso alla parrocchiale è il campanile in pietra a base quadrata, scandito da paraste angolari; la cella presenta su ogni lato una monofora protetta da balaustre ed è coronata dalla guglia, aggiunta nel 1930.

### Interno
L'interno dell'edificio è suddiviso in tre navate da pilastri sorreggenti degli archi a tutto sesto, sopra i quali corre la cornice modanata e aggettante su cui si impostano le volte lunettate; al termine dell'aula si sviluppa il presbiterio, rialzato di due gradini, ospitante l'altare maggiore e chiuso dall'abside di forma semicircolare.